# Triumphs of a Man Called Horse
Triumphs of a Man Called Horse é um filme de faroeste de 1983 dirigido por John Hough e escrito por Ken Blackwell e Carlos Aured. É a segunda e última sequência de Um homem chamado cavalo (1970), após A Vingança de um Homem Chamado Cavalo (1976). Richard Harris repete seu papel como personagem titular, estrelando com Michael Beck, Ana De Sade, Vaughn Armstrong, Anne Seymour e Buck Taylor.
Lançado nos cinemas pela Jensen Farley Pictures, recebeu críticas geralmente negativas, com os críticos comparando-o negativamente com seus antecessores.

## Elenco
- Richard Harris - Shunkawakan / John Morgan
- Michael Beck - Koda
- Ana De Sade - Red Wing
- Vaughn Armstrong - Captain Cummings
- Anne Seymour - Elk Woman
- Buck Taylor - Sgt. Bridges
- Lautaro Muruá - Perkins
- Simón Andreu - Grance
- Roger Cudney - Durand
- Jerry Gatlin - Winslow
- John Davis Chandler - Mason
- Miguel Ángel Fuentes - Big Bear
- Sebastian Ligarde - Mullins
- Erika Carlsson - Essie
- Anaís de Melo - Dorothy

## Recepção
O TV Guide deu ao filme uma estrela: "Esta sequência fraudulenta de A Man Called Horse (1970) e The Return of a Man Called Horse (1976) lucra com a popularidade de seus antecessores. Richard Harris aparece brevemente como o "Homem Called Horse", um inglês idoso que chefia uma tribo Sioux há 30 anos... O filme é tudo menos um triunfo".